# Шилз, Эдвард
Эдвард Альберт Шилз (англ. Edward Albert Shils, 1 июля 1911, Чикаго — 23 января 1995, там же) — американский социолог, представитель структурного функционализма.

## Биография
Участвовал во Второй мировой войне. В 1946—1950 преподавал в Лондонской школе экономики, в Кембриджском университете (1961—1970, 1970—1978), в Лондонском университете (1971—1977), в Лейденском университете (1976—1977). Привлёк в Чикагский университет крупных европейских историков и социологов (А. Момильяно, Р. Арона и др.).

## Научные интересы
Шилз отличался широкими познаниями в разных областях истории и культуры, особенно его интересовали Великобритания, Индия и Китай. Теоретические разработки Шилза были сосредоточены вокруг функциональной роли центра и периферии в обществах, места интеллектуалов в поддержании традиций и процессах модернизации, социологии образования и академических профессий. Вместе с Т. Парсонсом развивал общую теорию социального действия.
Глубоко изучал М. Вебера, переводил труды К. Маннгейма.

## Труды
- Toward a General Theory of Action (в соавторстве с Т.Парсонсом, 1952)
- The Torment of Secrecy: The Background & Consequences Of American Security Policies (Chicago: Dee 1956)
- The Intellectual Between Tradition and Modernity: The Indian Situation (1961)
- Theories of Society: Foundations of Modern Sociological Theory (c Дж. Р. Питтсом и Т. Парсонсом, 1961)
- The Intellectuals and the Power (1972)
- Center and periphery: essays in macrosociology (1975)
- The Calling of Sociology, and Other Essays on the Pursuit of Learning (1980)
- Tradition (1981)
- On the Constitution of Society (1982)
- The Academic Ethos (1984)
- Portraits: A Gallery of Intellectuals (1997)
- A fragment of a sociological autobiography: the history of my pursuit of a few ideas (2006)

## Публикации на русском языке
- Общество и общества: макросоциологический подход // Американская социология: перспективы, проблемы, методы. — М.: Прогресс, 1972. — С. 341—359.
- Парсонс Т., Бейлз Р.[англ.], Шилз Э. Рабочие тетради по теории действия = Working Papers in the Theory of Action (1953) // Личность. Культура. Общество. 2004. Вып. 1–2; 2005. Вып. 2–3; 2007. Вып. 1–4; 2008. Вып. 1–2.

## Признание
Член Американской академии наук и искусств, Американского философского общества. Лауреат премии Бальцана (1983).

## Интересные факты
Сол Беллоу, друживший с Шилзом, использовал его отдельные черты в образе Рахмиэля Когона, одного из героев своего (ставшего для него последним) романа Ревелштайн (2000).